# Hugo Wieslander
Karl Hugo (Hugo) Wieslander (Lessebo, 11 juni 1889 - Stockholm, 24 mei 1976) was een Zweeds atleet.

## Loopbaan
Wieslander nam deel aan de Olympische Zomerspelen 1908 in het Britse Londen en kwam bij het verspringen, kogelstoten, discuswerpen en speerwerpen niet door de kwalificatie. Tijdens deze Spelen eindigde Wieslander als vijfde bij het speerwerpen vrije stijl.
Vier jaar later tijdens de Olympische Zomerspelen 1912 in eigen land eindigde Wieslander als zevende in de vijfkamp en als tweede in de tienkamp achter de Amerikaan Jim Thorpe. Een jaar later werd Thorpe door het Internationaal Olympisch Comité gediskwalificeerd, omdat hij geld gekregen zou hebben voor deelname aan een honkbalwedstrijd; volgens het IOC was Thorpe hierdoor geen amateur en werd hij vervolgens gediskwalificeerd.
Na Wieslanders dood werd Thorpe in ere hersteld als olympisch kampioen tienkamp zonder dat Wieslander zijn titel ontnomen werd zodat beiden als olympisch kampioen erkend werden. In juli 2022 besloot het IOC echter Thorpe als enige winnaar te erkennen en Wieslander werd als tweede geplaatst.

## Belangrijkste prestaties

### Speerwerpen vrije stijl
| Jaar | Wedstrijd | Plaats | afstand |
| ---- | --------- | ------ | ------- |
| 1908 | OS        | 5e     | 47,56m  |

### Vijfkamp
| Jaar | Wedstrijd | Plaats | Punten    |
| ---- | --------- | ------ | --------- |
| 1912 | OS        | 7e     | 32 punten |

### Tienkamp
| Jaar | Wedstrijd | Plaats | Punten   |
| ---- | --------- | ------ | -------- |
| 1912 | OS        | Zilver | 7724,495 |